# Philicus rotundipennis
Philicus rotundipennis är en skalbaggsart som beskrevs av Stefan von Breuning 1939. Philicus rotundipennis ingår i släktet Philicus och familjen långhorningar.
Artens utbredningsområde är Sulawesi. Inga underarter finns listade i Catalogue of Life.